# Oued El Barad
Oued El Barad là một đô thị thuộc tỉnh Sétif, Algérie. Dân số thời điểm năm 2002 là 3.013 người.